# Saint-Georges-sur-Cher
Saint-Georges-sur-Cher är en kommun i departementet Loir-et-Cher i regionen Centre-Val de Loire i de centrala delarna av Frankrike. Kommunen ligger i kantonen Montrichard som tillhör arrondissementet Blois. År 2022 hade Saint-Georges-sur-Cher 2 711 invånare.

## Historia
Området hörde till klostret Pontlevoy innan 1144.

## Sevärdheter
- Château des Couldraies
- Romansk kyrka från 1100-talet.

## Befolkningsutveckling
Antalet invånare i kommunen Saint-Georges-sur-Cher
| Referens: INSEE |